# Die Natürlichen Pflanzenfamilien

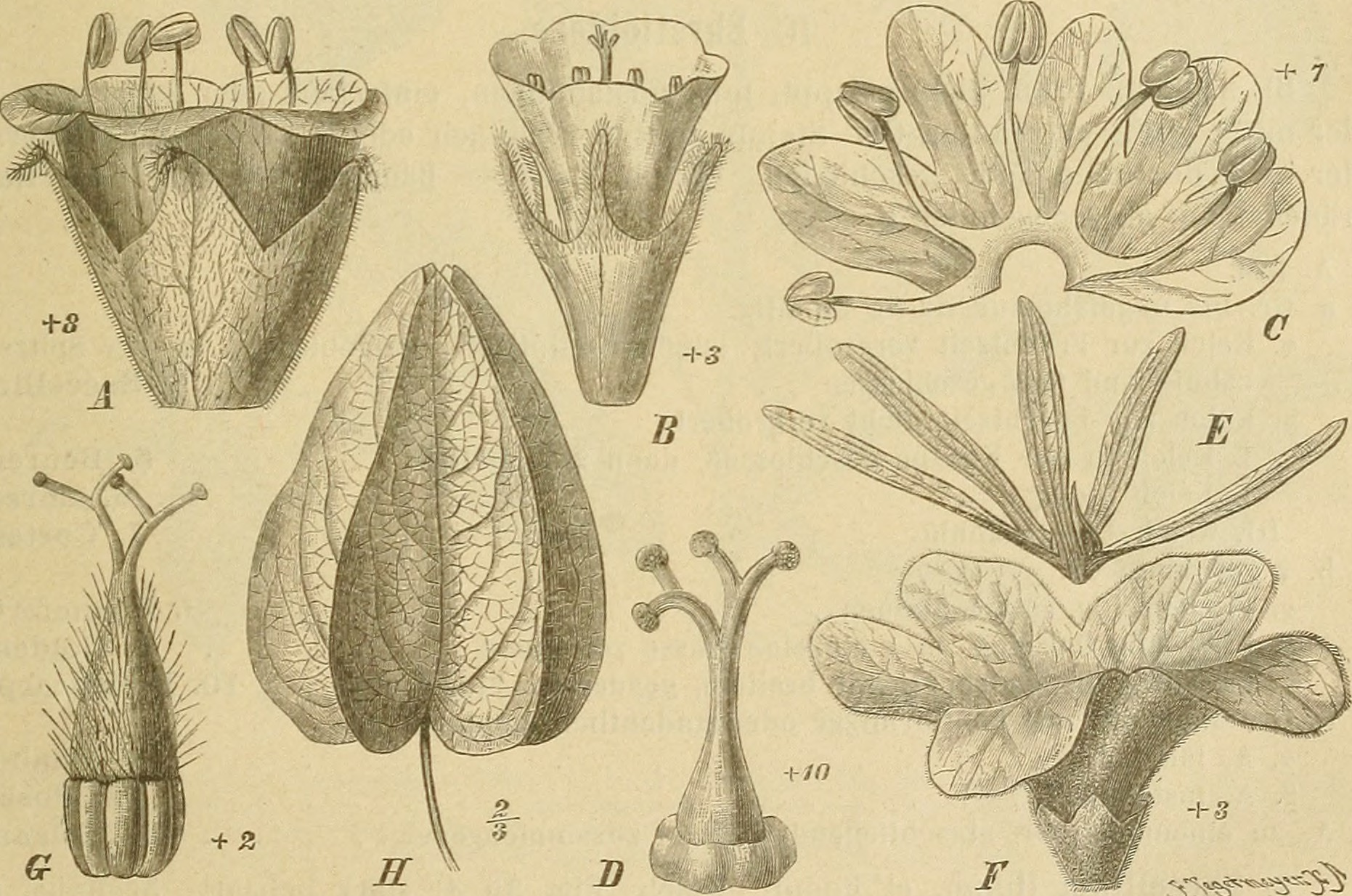
Jedna z ilustracji

Die Natürlichen Pflanzenfamilien (w piśmiennictwie naukowym cytowane także w skrócie Nat. Pflanzenfam.) – monumentalne opracowanie flory całego świata. Jego autorami byli niemieccy botanicy Adolf Engler i Karl von Prantl. Pierwsze wydanie wyszło w 23 tomach w latach 1887–1909, drugie, niekompletne, w 28 tomach już po śmierci Englera. W opracowaniu dzieła wzięli udział także botanicy R. Pilger i Kurt Krause. W pracy tej przedstawiona została systematyka roślin i grzybów (które wówczas zaliczano do roślin). Był to tzw. system Englera, który na długi czas był jednym z bardziej znanych systemów klasyfikacji roślin. Był to system sztuczny, oparty na podobieństwach morfologicznych. Engler uważał bowiem, że zbyt słabo jeszcze znano wówczas filogenetykę roślin, by opracować system naturalny oparty na pokrewieństwie. System Englera stał się popularny również w Polsce dzięki przetłumaczeniu dzieła Botanika Strassburgera.